# Radio 6 (France)
Pour les articles homonymes, voir Radio 6.
Radio 6 est une station de radio locale basée à Calais, dans le Pas-de-Calais. 
Elle diffuse ses programmes sur la Côte d'Opale  (Calais, Boulogne-sur-Mer, Le Touquet, Montreuil-sur-Mer, Hesdin, Dunkerque, Abbeville et Cayeux), lesquels sont composés principalement de musique, sous forme de hits, et d'informations locales (actualités, météo, culture, vie locale...).

## Historique
Radio 6 nait le 15 novembre 1983 sous l'impulsion d'un petit groupe de passionnés bénévoles[source insuffisante]. 
La station reçoit les autorisations d'émettre par la CNCL (ex-CSA) le 20 mai 1988.
Après avoir longtemps été tenue par des bénévoles, l'antenne devient de plus en plus professionnelle à partir de 1989. L’information nationale et internationale fait son apparition sur ses ondes.
Le 19 juin 2018, Radio 6 diffuse ses programmes à Lille, Dunkerque et Calais en DAB+.
Le 6 décembre 2022, Radio 6 diffuse désormais ses programmes à Amiens, Abbeville (depuis la Tour hertzienne du mont Caubert) et Saint-Quentin en DAB+.

## Événementiel
- Du 3 au 9 avril 2017, Radio 6 était en direct des 31e rencontres internationales de cerfs-volants de Berck[4].

## Diffusion
En septembre 2018, après validation par le CSA, Radio 6 récupère les deux fréquences de Radio Picardie Littoral qui a fermé à la fin de 2014, étendant ainsi sa diffusion à Abbeville et à Cayeux-sur-Mer, dans la Somme.